# Christian Clavier

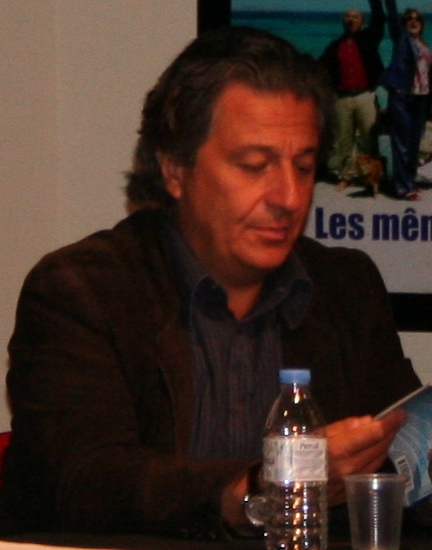
Christian Clavier

Christian Clavier (n. 6 mai 1952) este un cunoscut actor de film francez.